# Départ’aimant
Les Départ’aimants sont des magnets en forme de départements français, distribués en prime dans certaines boîtes de produits panés de la marque Le Gaulois (groupe LDC). L’objectif ludique est de reconstituer sur son réfrigérateur une carte de la France métropolitaine (et DROM selon séries). Le dispositif, initié en 1994, est devenu un élément marquant de l’identité de la marque.

## Historique
Le Gaulois est créée en 1984, au sein du groupe LDC ; la collection Départ’aimants démarre en 1994. Depuis, la marque a entretenu la pratique via différentes campagnes et éditions spéciales (par exemple une série « magnets dorés » pour les 40 ans de la marque en 2024-2025).
En 2020, pendant la crise sanitaire de la Covid-19, les magnets ont été temporairement retirés de certains packs pour des raisons liées à l’empaquetage, avant de revenir ensuite.

## Description
Les Départ’aimants sont offerts « aléatoirement » dans des étuis panés (cordons-bleus, nuggets, etc.). La marque anime une communauté dédiée et une bourse d’échanges via son club. Chaque magnet représente un département (numéro officiel, chef-lieu, et visuel associé), et s’aimante sur un fond de carte prévu par la marque, commercialisée via sa boutique en ligne.

## Initiatives similaires
En France, d’autres acteurs de l’agroalimentaire ont proposé des magnets géographiques à collectionner, mais généralement sur des thématiques “pays/continents” plutôt que les départements français :
- Brossard (Savane) a lancé à partir des années 2010 des séries « Afrique », « Asie », « Europe », « Amérique », etc., assorties d’une plateforme officielle d’échanges « Troc’n’Magnet » sur son site[4].

## Réception et impact culturel
Les Départ’aimants ont acquis un statut d’objet familier dans la culture populaire française, fréquemment évoqués dans les médias et sur les réseaux sociaux lors des ruptures d’approvisionnement ou d’éditions spéciales. La presse économique/consommation a, par exemple, traité de leur disparition temporaire durant le premier confinement en 2020.

## Analyse marketing
La collection des Départ’aimants est parfois citée comme un exemple d’application en grande consommation de l’effet d’engagement. Ce mécanisme psychologique décrit la tendance d’un individu à maintenir un comportement lorsqu’il a déjà investi du temps ou des ressources dans une action donnée. Dans ce cas, le fait de commencer une collection (même incomplète) incite les consommateurs à acheter davantage de produits de la marque pour la poursuivre, voire à rechercher activement les pièces manquantes via des échanges ou des achats d’occasion.